# Chiridota stuhlmanni
Chiridota stuhlmanni is een zeekomkommer uit de familie Chiridotidae.
De wetenschappelijke naam van de soort werd in 1896 gepubliceerd door Kurt Lampert.